# Kriso
Kriso właściwie Krzysztof Bejda (ur. 11 września 1985), znany również jako Kris – polski producent muzyczny i realizator dźwięku. Członek zespołu hip-hopowego NON Koneksja. Do 2013 roku nagrał wraz z zespołem trzy albumy studyjne: Eksplozja (2009), Persona NON Grata (2010) oraz Tylko dla prawdziwych (2013). W 2012 roku wraz z Lukasyno, również członkiem zespołu NON Koneksja, nagrał album pt. Czas vendetty.
Muzyk jest współwłaścicielem studia nagraniowego Steel Banging. Wraz z Gacą współtworzy także zespół producencki pod tą samą nazwą.

## Dyskografia
Albumy
| Tytuł                         | Dane dot. albumu                             | Pozycja na liście |
| Tytuł                         | Dane dot. albumu                             | POL               |
| ----------------------------- | -------------------------------------------- | ----------------- |
| Czas vendetty (oraz Lukasyno) | - Data: 14 lipca 2012 - Wydawca: Fonografika | 18                |

Inne
| Album                                                 | Rok  | Uwagi                                                       | Źródło |
| ----------------------------------------------------- | ---- | ----------------------------------------------------------- | ------ |
| Lukasyno – Na ostrzu noża                             | 2006 | produkcja wszystkich utworów                                | [ 5 ]  |
| Sampler 2006 Vol.1 (kompilacja)                       | 2006 | produkcja utworów "Zawsze kwita"                            | [ 6 ]  |
| Instynkt – Kto ma ten przetrwa                        | 2007 | produkcja utworów "Ryzyk fizyk" i "Zło konieczne"           | [ 7 ]  |
| Drużyna mistrzów (kompilacja)                         | 2012 | produkcja utworów "Adrenalina" i "Szukaj tego"              | [ 8 ]  |
| Drużyna mistrzów 2: sport, muzyka, pasja (kompilacja) | 2013 | produkcja utworu "Uzależnienie"                             | [ 9 ]  |
| Lukasyno – Bard                                       | 2014 | produkcja utworów "Nie zawróciłbym" i "Koneksja non profit" | [ 10 ] |
| Egon – Szyfry ulic                                    | 2014 | gościnnie rap w utworze "U nich to normalne"                | [ 11 ] |